# Broussy-le-Grand
Broussy-le-Grand è un comune francese di 313 abitanti situato nel dipartimento della Marna nella regione del Grand Est.

## Società

### Evoluzione demografica
Abitanti censiti